# Łukta
Pour la gmina, voir Łukta (gmina).
Łukta est un village polonais de la voïvodie de Varmie-Mazurie, dans le powiat d'Ostróda.